# Šmihel (Nova Gorica)
Šmihel (olasz nyelven: San Michele) falu szórványtelepülés Nyugat-Szlovéniában, a Goriška statisztikai régióban, a Vipava-völgy alsó részén. Közigazgatásilag Nova Goricához tartozik. Lakosságának száma 266 fő.

## Nevének eredete
A települést 1955-ig Sveti Mihael, azaz magyarul Szent Mihálynéven hívták, majd az akkori törvények szerint, melyek kimondták, hogy nem lehetnek vallási témájú földrajzi nevek, a falu nevét Šmihelre változtatták.

## Temploma
A falu templomát, melyről a település a nevét is kapta, Mihály arkangyal tiszteletére emelték és a Koperi egyházmegyéhez tartozik.

## Fordítás
- Ez a szócikk részben vagy egészben  a(z)   Šmihel, Nova Gorica című angol Wikipédia-szócikk ezen változatának fordításán alapul.  Az eredeti cikk szerkesztőit annak laptörténete sorolja fel. Ez a jelzés csupán a megfogalmazás eredetét és a szerzői jogokat jelzi, nem szolgál a cikkben szereplő információk forrásmegjelöléseként.